# Kolonia Głowa
Kolonia Głowa (do 2009 Głowa) – wieś w Polsce położona w województwie łódzkim, w powiecie zgierskim, w gminie Zgierz.
Miejscowość wchodzi w skład sołectwa Biała. W latach 1975–1998 należała administracyjnie do ówczesnego województwa łódzkiego.
Formalnie nazwa została usankcjonowana w 2009.